# Furcifer labordi
Furcifer labordi је гмизавац из реда Squamata и фамилије Chamaeleonidae.

## Угроженост
Ова врста се сматра рањивом у погледу угрожености врсте од изумирања.

## Распрострањење
Ареал врсте је ограничен на једну државу. 
Мадагаскар је једино познато природно станиште врсте.